# Bahnhof Nürnberg-Steinbühl
Die S-Bahn-Station Nürnberg-Steinbühl ist ein Verknüpfungspunkt der S-Bahn Nürnberg. Betrieblich handelt es sich um den Haltepunkt Nürnberg-Steinbühl an der Bahnstrecke Nürnberg–Roth und die Betriebsstelle Nürnberg-Steinbühl (tief) an der S-Bahnstrecke Nürnberg–Fürth, die ein Bahnhofsteil des Nürnberger Hauptbahnhofs ist. Baulich stellt die Station eine Sonderform eines Turmbahnhofes dar. Sie befindet sich südwestlich der Altstadt im Stadtteil Steinbühl am Beginn des Überwerfungsbauwerks über die westliche Bahnhofsausfahrt oberhalb des Steinbühler Straßentunnels.

## Lage und Bedienung
Nürnberg-Steinbühl ist als Verknüpfungspunkt zwischen Straßen- und S-Bahn in drei Ebenen barrierefrei mit Fahr- und Festtreppen sowie einem Aufzug angelegt. In der oberen Ebene befindet sich ein 145 m langer und 96 cm hoher Seitenbahnsteig, in der mittleren Ebene ein 140 m langer und 76 cm hoher Seitenbahnsteig und in der unteren Ebene (Straßenniveau) befindet sich eine Straßenbahnhaltestelle. Bedient wird die Bahnstation von den S-Bahn-Linien S 1 (Bamberg – Nürnberg – Neumarkt in der Oberpfalz, am unteren Bahnsteig) und S 2 (Roth – Nürnberg – Altdorf, am oberen Bahnsteig). Die Straßenbahnhaltestelle wird von den Linien 4, 6 und 10 bedient.

## Geschichte
Der Haltepunkt wurde am 5. September 2004, drei Jahre nach Inbetriebnahme der Bahnstrecke Nürnberg–Roth, von der Deutschen Bahn eröffnet, nachdem der ursprüngliche Zeitplan wegen brandschutzrechtlicher Bedenken seitens der Behörden nicht eingehalten werden konnte. Die Initiative zu seinem Bau ging von der Stadt Nürnberg aus, die eine Verknüpfung der bis dato nicht an die S-Bahn angeschlossenen Straßenbahnlinien 4 und 6 wünschte. Die architektonische Ausführung der Anlage, die neben dem S-Bahnhof auch die neu zu errichtenden Straßenbahnhaltestelle umfasste, wurde dem Architekturbüro „Grabow + Hofmann“ übertragen. Ein besonderes architektonisches Merkmal der oberen Ebene sind die außen am Gleistrog befestigten gebogenen Oberleitungsmasten. Im Zuge des Baus der S-Bahn nach Forchheim sollte bis 2010 in der Zwischenebene ein Seitenbahnsteig errichtet werden, dessen Realisierung auf Dezember 2012 verschoben wurde. Die Zwischenebene diente solange als Rettungsplatz. Der geplante Eröffnungstermin zum Fahrplanwechsel am 9. Dezember 2012 konnte nicht eingehalten werden, da eine Betriebsgenehmigung auf Grund fehlender technischer Dokumente nicht erteilt werden konnte. Die Eröffnung erfolgte dann am 28. Dezember 2012.

## Zukunft
Langfristig ist mittels eines neu zu bauenden Überführungsbauwerks über die Strecke nach Bamberg auf die Bahnstrecke Nürnberg–Crailsheim geplant, auch die S-Bahnlinie S 4 am oberen Bahnsteig an der nördlichen Bahnsteigkante halten zu lassen. Die Gleisanbindung in Richtung Hauptbahnhof existiert bereits und wird im Moment noch als Zufahrtsgleis auf das Freigelände des Verkehrsmuseums genutzt.
Ebenso ist geplant, mit der Neubebauung des Hauptgüterbahnhofs auch einen neuen ebenerdigen Zugang zum Areal von der unteren Bahnsteigebene einzurichten.
Das Bahnsteiggleis soll 2025 angehoben werden, um Bahnsteighöhe von 76 cm zu erreichen.

## Verkehrsangebot
Die S-Bahn-Linien S 1 (Bamberg – Nürnberg – Neumarkt) und die S 2 (Roth – Nürnberg – Hartmannshof) bedienen Steinbühl jeweils im 20-Minuten-Takt.
| Linie | Strecke | Frequenz | Fahrzeugmaterial  |
| ----- | --- | --- | ----------------- |
| S1    | Bamberg – Strullendorf – Hirschaid – Buttenheim – Eggolsheim – Forchheim Nord – Forchheim (Oberfr) – Kersbach (Oberfranken) – Baiersdorf – Bubenreuth – Erlangen – Erlangen Paul-Gossen-Straße – Erlangen-Bruck – Eltersdorf – Vach – Fürth Klinikum – Fürth Hbf – Nürnberg Rothenburger Str. – Nürnberg-Steinbühl – Nürnberg Hbf – Feucht – Feucht Ost – Ochenbruck – Mimberg – Burgthann – Oberferrieden – Postbauer-Heng – Pölling – Neumarkt (Oberpf) Stand: Fahrplanwechsel Dezember 2023                                                                    | 60 min (Bamberg–Forchheim) 20/40 min (Forchheim–Neumarkt)                                                     | DB 442 (Talent 2) |
| S2    | Roth – Büchenbach – Rednitzhembach – Schwabach – Schwabach-Limbach – Katzwang – Reichelsdorfer Keller – Nürnberg-Reichelsdorf – Nürnberg-Eibach – Nürnberg-Sandreuth – Nürnberg-Steinbühl – Nürnberg Hbf – Nürnberg-Dürrenhof – Nürnberg Ostring – Nürnberg-Mögeldorf – Nürnberg-Rehhof – Nürnberg-Laufamholz – Schwaig – Röthenbach (Pegnitz) – Röthenbach-Steinberg – Röthenbach-Seespitze – Lauf West – Lauf (links Pegnitz) – Ottensoos – Henfenfeld – Hersbruck (links Pegnitz) – Happurg – Pommelsbrunn – Hartmannshof Stand: Fahrplanwechsel Dezember 2023 | 20/40 min (Roth–Schwabach) 20 min (Schwabach–Lauf) 20/40 min (Lauf–Hersbruck) 60 min (Hersbruck–Hartmannshof) | DB 442 (Talent 2) |

Umsteigemöglichkeiten
| Linie               | Strecke | Taktfrequenz                               |
| ------------------- | --- | ------------------------------------------ |
| Straßenbahnlinie 4  | Gibitzenhof – Dianaplatz – Alemannenstraße – Brehmstraße – Landgrabenstraße – Steinbühl – Kohlenhof – Plärrer – Obere Turnstraße – Hallertor – Tiergärtnertor – Friedrich-Ebert-Platz – Juvenellstraße – Bucher Straße/Nordring – Thon – Cuxhavener Straße – Schleswiger Straße – Bamberger Straße – Am Wegfeld Stand: Fahrplanwechsel Dezember 2024 | 10 min (werktags) 20 min (sonn-/feiertags) |
| Straßenbahnlinie 6  | Doku-Zentrum – Dutzendteich – Fliegerstraße – Immelmannstraße – Scharrerstraße – Peterskirche – Harsdörfferplatz – Schweiggerstraße – Hummelsteiner Weg – Aufseßplatz – Christuskirche – Heynestraße – Landgrabenstraße – Steinbühl – Kohlenhof – Plärrer – Obere Turnstraße – Hallertor – Hallerstraße – St. Johannisfriedhof – Julienstraße – Westfriedhof Stand: Fahrplanwechsel Dezember 2024                                                                                 | 10 min (werktags) 20 min (sonn-/feiertags) |
| Straßenbahnlinie 10 | Dutzendteich – Fliegerstraße – Immelmannstraße – Scharrerstraße – Peterskirche – Harsdörfferplatz – Schweiggerstraße – Hummelsteiner Weg – Aufseßplatz – Christuskirche – Heynestraße – Landgrabenstraße – Steinbühl – Kohlenhof – Plärrer – Obere Turnstraße – Hallertor – Tiergärtnertor – Friedrich-Ebert-Platz – Juvenellstraße – Bucher Straße/Nordring – Thon – Cuxhavener Straße – Schleswiger Straße – Bamberger Straße – Am Wegfeld Stand: Fahrplanwechsel Dezember 2024 | 10 min (werktags) 20 min (sonn-/feiertags) |

## Bilder

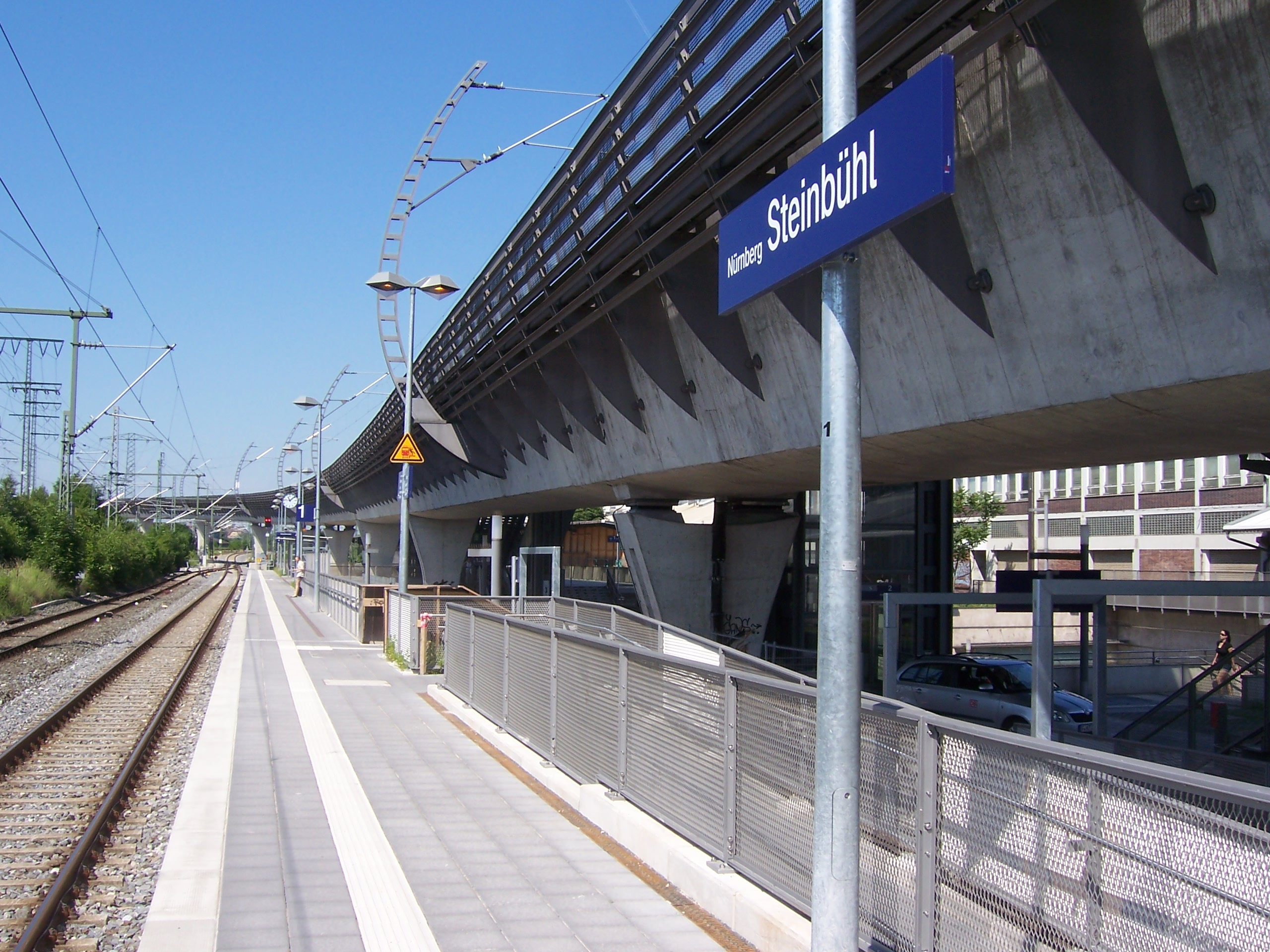
Unterer Bahnsteig
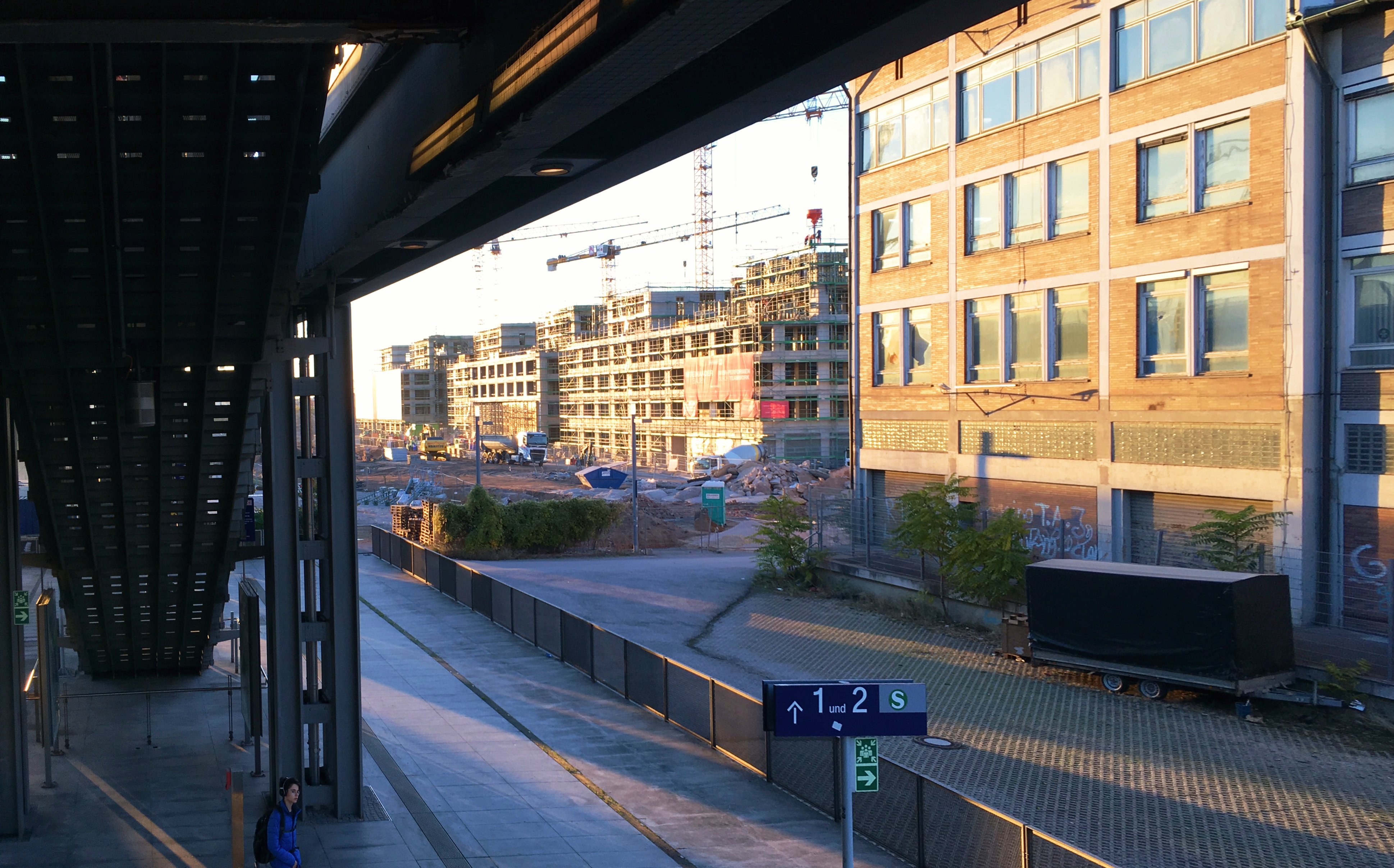
Zwischenebene
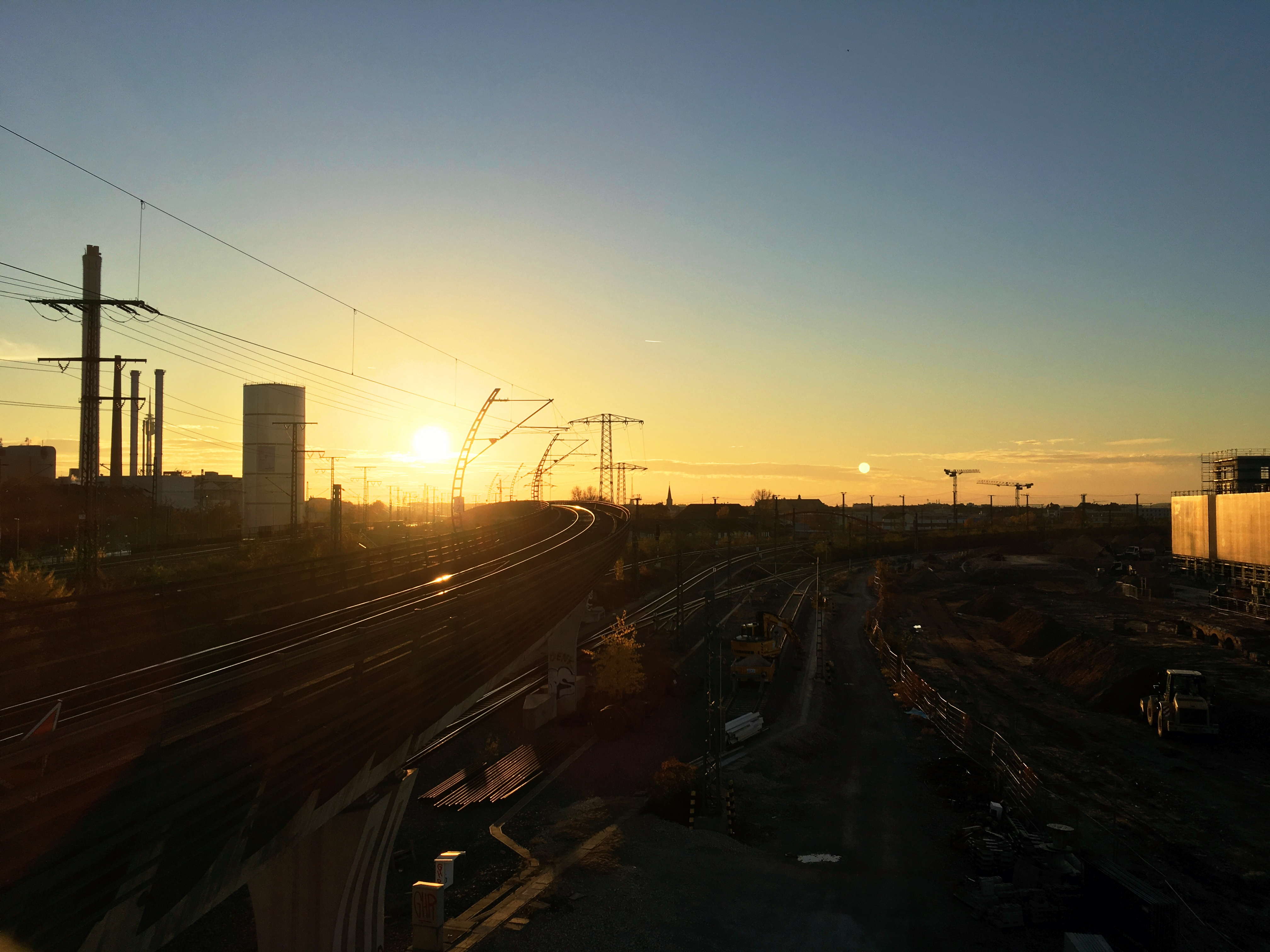
Blick vom oberen Bahnsteig Richtung Westen